# Lady Scarface
Pour plus de détails, voir Fiche technique et Distribution.
Lady Scarface est un film américain réalisé par Frank Woodruff, sorti en 1941.

## Synopsis
Le lieutenant Bill Mason ( interprété par Dennis O’Keffe) poursuit une bande de gangsters de Chicago jusqu’à New York. Il collabore avec une journaliste, Ann Rogers ( incarnée par Frances E. Neal) afin de capture capturer le chef du gang. Seulement, Manson ignore que Slade ( joué par Judith Anderson), le chef, est en réalité une femme au visage marqué par une cicatrice.

## Fiche technique
- Titre : Lady Scarface
- Titre original : Lady Scarface
- Réalisation : Frank Woodruff
- Scénario : Arnaud d'Usseau
 Richard Collins
- Production : Cliff Reid
- Société de production : RKO Radio Pictures
- Direction musicale :
- Musique : Dave Dreyer
- Photographie : Nicholas Musuraca
- Direction artistique : Nicholas Musuraca
- Costumes : Renié
- Montage : Harry Marker
- Pays de production : États-Unis
- Format : Noir et blanc - Son : Mono (RCA Victor System)
- Genre : Comédie romantique
- Durée : 66 minutes
- Dates de sortie :
  - États-Unis : 26 septembre 1941 (première à New York)

## Distribution
- Dennis O'Keefes Lt. Bill Mason
- Judith Anderson  Slade
- Frances E. Neal  Ann Rogers
- Mildred Coles  Mary Jordan Powell
- Eric Blore  Hartford
- Marc Lawrence  Lefty Landers
- Damian O'Flynn  Lt. Onslow
- Andrew Tombes  Art Seidel
- Marion Martin  Ruby
- Arthur Shields  Matt Willis
- Rand Brooks  James 'Jimmy' Powell
- Lee Bonnell  George Atkins
- Harry Burns  Big 'Sem' Semenoff